# Аберрация (энтомология)

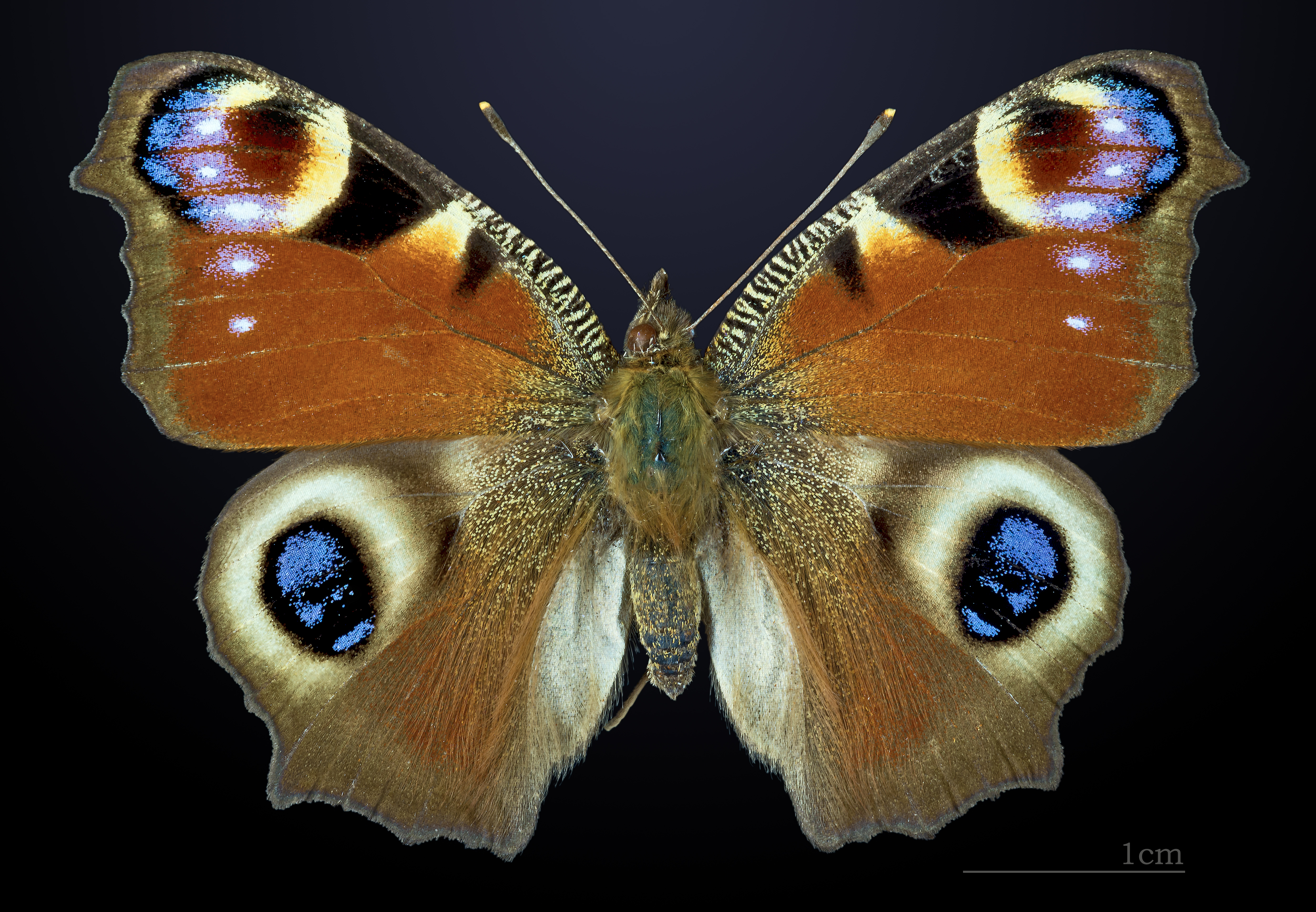
Нормальная окраска павлиньего глаза

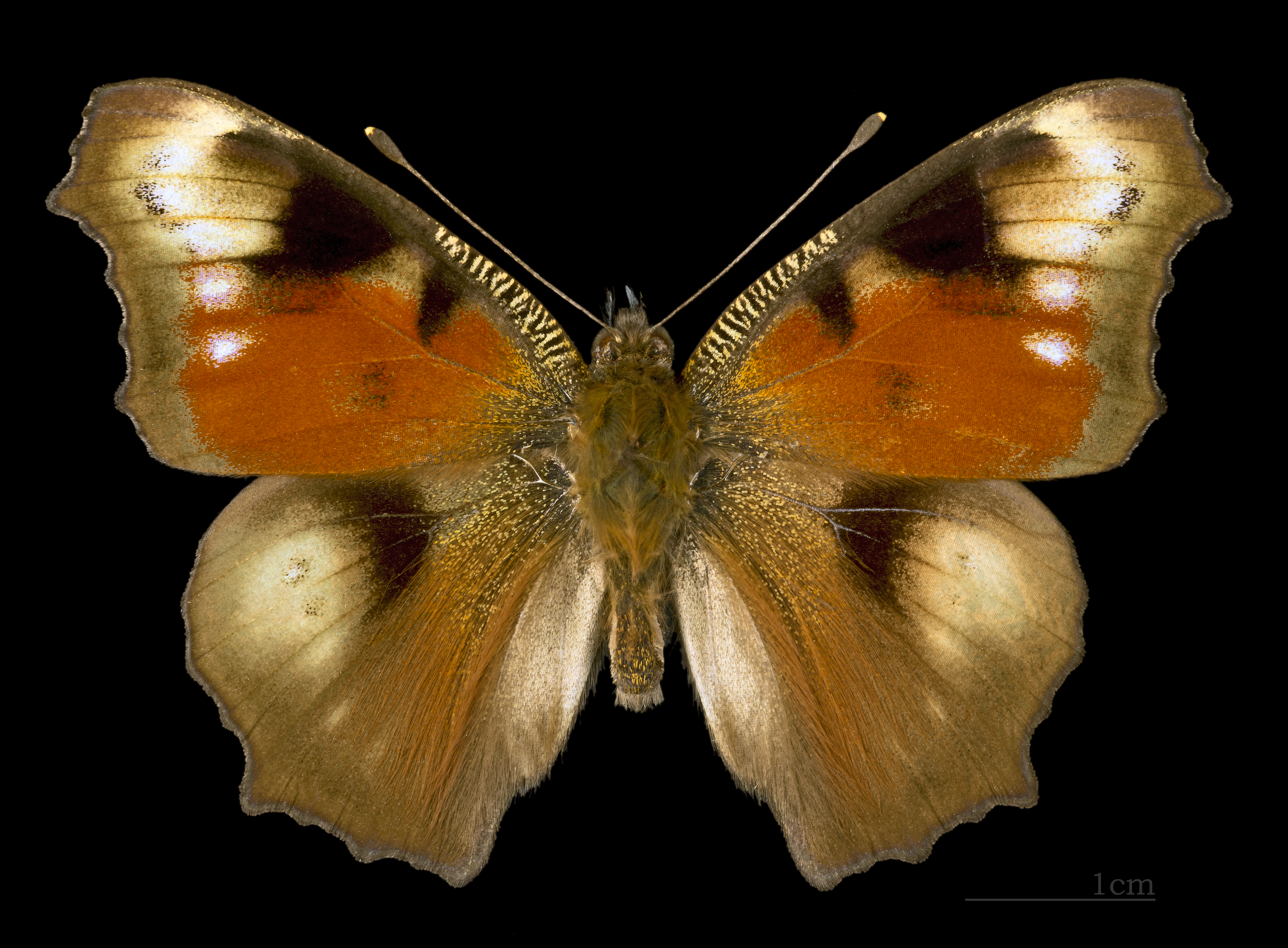
Аберрация окраски павлиньего глаза

Аберра́ция в энтомологии (лат. aberratio «уклонение, удаление, отвлечение», от лат. aberrare (лат. ab- «от» + лат. errare «блуждать, заблуждаться») — «удаляться, отклоняться») — таксономическая инфраподвидовая категория в систематике некоторых групп членистоногих, главным образом, чешуекрылых (бабочек) и жесткокрылых (жуков).
Преимущественно аберрации выделяются на основании случайных и незначительных отклонений в окраске, особенностях рисунка, структуре покровов членистоногих.
Аберрации являются непостоянными, случайно возникающими изменениями внешнего вида насекомого, появляющимися под воздействием различных хромосомных, температурных и прочих факторов на преимагинальные стадии развития. Чаще всего аберрации проявляются появлением окраски, нетипичной для представителей конкретного вида.
К аберрациям также принято относить появление особей с разным размером одноимённых крыльев, когда одно крыло больше другого.